# Temiskaming Shores
Temiskaming Shores är en kommun (city) i Kanada.   Den ligger i provinsen Ontario, i den sydöstra delen av landet, 400 km nordväst om huvudstaden Ottawa. Temiskaming Shores ligger 248 meter över havet och antalet invånare är 10 442.
Den bildades 2004 när Dymond, Haileybury och New Liskeard blev inkorporerade till en enda administrativ enhet.